# Molophilus parannulipes
Molophilus parannulipes là một loài ruồi trong họ Limoniidae. Chúng phân bố ở miền Australasia.